# Abasios
Los abasios (también conocidos como abazianos, abazin o abaza) (en idioma abaza "ashvy") son un grupo étnico originario del este del Mar Negro y norte del Cáucaso, en la cuenca alta de los ríos Kubán y Zelenchuk en Rusia. Existen comunidades de abasios en Turquía y Egipto. Están emparentados con el pueblo abjasio y el idioma abasio forma parte de rama abjasio-adigue. Se dividen en dos subgrupos, los tapanta (del valle) y los ashkhazwa (de la montaña), cada uno con un dialecto propio. A 2016 se estima una población de 45.000 abasios en Rusia, principalmente en la región montañosa de Karacháyevo-Cherkesia. Otros 14.000 viven en Turquía y 15.000 en Egipto.

## Idioma
El idioma abasio, también es conocido en los estudios lingüísticos con los nombres abazin, abazintsy, ahuwa, ashkar, ashkaraua, ashuwa, ashxar, bezshagh o tapanta. Está emparentado con el abjasio. Pertenece a la rama abjasio-adigue de la familia ibero-caucasiana.
El subgrupo tapanta posee un dialecto propio. En 1932 adoptó el alfabeto latino para su escritura y en 1939 pasó a la cirílica. El subgrupo ashkhazwa también posee dialecto propio.

## Historia
Hace 2500 años, el historiador griego Heródoto señaló que los marinos griegos se encontraron con una tribu llamada abaza a lo largo de las costas orientales del mar Negro. Permanecieron allí hasta el siglo XV, con comunidades situadas entre el río Bzyb y los territorios de la actual ciudad de Tuapse. Tenían como vecinos a los pueblos ubykhs (ubijos) y abjasios. Con estos últimos alcanzaron un grado importante de integración y asimilación cultural.
Entre los siglos XV y XVI los descendientes del pueblo abaza emigraron hacia el noreste asentándose en las montañas del Cáucaso. En ese movimiento migratorio convivieron con los adigues, con quienes se emparentaron cultural y lingüísticamente. Por otra parte, a partir del siglo XV se convirtieron al islam sunita, de la escuela Hanafi.
Entre 1859 y 1864 el Imperio otomano reasentó a varias comunidades del pueblo abasio en distintos enclaves de su territorio, donde son conocidos como pueblo circasiano. Avanzado el siglo XX el pueblo abasio asentado en el Cáucaso, consiguió una sólida integración con comunidades del pueblo kabardino (cabardinos), descendiente de los adigues.

## Economía
La agricultura tradicional de los abasios se basa en la agricultura y la ganadería.